# Ptychozoon trinotaterra
Ptychozoon trinotaterra là một loài thằn lằn trong họ Gekkonidae. Loài này được Brown miêu tả khoa học đầu tiên năm 1999.